# 豚痘
豚痘（とんとう、英: swinepox）とは、ポックスウイルス科スイポックスウイルス属に属するウイルスを原因とする世界的に分布するブタの疾病。最も発生の多いブタのポックスウイルス感染症であり、ワクシニアウイルス(en:Vaccinia)による感染症がこれに続く。豚痘は軽度な疾病である。腹部の皮膚に丘疹や膿疱を形成する。下腹部の特徴的な所見は暗い出血性中心(dark hemorrhagic centers)である。豚痘は直接接触あるいはブタのシラミであるHematopinus suisにより伝播する。